# Hari Bahadur Rokaya
Hari Bahadur Rokaya (ur. 2 września 1965 w Jumli) – nepalski lekkoatleta (długodystansowiec), olimpijczyk.
Dwukrotnie brał udział w igrzyskach olimpijskich. W igrzyskach w Seulu (1988) uczestniczył w eliminacjach trzech biegowych konkurencji – na 1500 metrów, 5000 metrów i 10 000 metrów. W eliminacyjnym biegu na 1500 m zajął ostatnie 15. miejsce (z czasem 4:01,17), osiągając w eliminacjach lepszy czas od sześciu zawodników (na 59 biegaczy). Na 5000 metrów również był 15. (14:53,75), jednak wyprzedził w swoim biegu czterech zawodników (a ośmiu łącznie). Na 10 000 metrów był 19. w swoim biegu (30:48,16), wyprzedzając łącznie 14 zawodników (większość z nich nie dobiegła jednak do mety).
Cztery lata później w igrzyskach w Barcelonie wystąpił tylko w maratonie, w którym osiągnął 70. wynik na 87 sklasyfikowanych zawodników (2:32:26).
Zdobył brązowy medal Igrzysk Południowej Azji 1987 w Kolkacie. Pierwsze medale mistrzostw Nepalu wywalczył w 1985 roku w Katmandu, był wtedy pierwszy w biegu na 5000 metrów i drugi na dystansie 10000 metrów. Wielokrotnie stawał na podium mistrzostw kraju, np. w 1997 roku zdobył złoto w maratonie (z czasem 2:24:45).
Rokaya trzykrotnie wygrywał w Everest Marathon, czyli w najwyżej rozgrywanym maratonie na świecie (w latach 1998-2000). Dzięki sponsorom wystąpił również w jednej z edycji Jungfrau Marathon, czyli wyścigu organizowanego w Alpach w Szwajcarii. Zajął w niej ósme miejsce (startowało około 3700 biegaczy). Otrzymał także nagrodę Nepalskiego Związku Zawodników Krajowych i Zagranicznych za osiągnięcia sportowe. Mieszkał w Jumli, gdzie trenował młodych adeptów lekkoatletyki.
Ma syna Umesha.
Rekordy życiowe: 1500 m – 4:01,17 (1988), 5000 m – 14:34,43 (1987), 10000 m – 30:48,16 (1988), maraton – 2:23:54 (1994).